# Art Fleming
Pour les articles homonymes, voir Fleming.
Art Fleming (Arthur Fleming Fazzin ) est un présentateur et acteur américain, né le 1er mai 1924 à New York (États-Unis), mort le 25 avril 1995 à Crystal River (Floride).

## Filmographie
- 1957 : Une poignée de neige : Mounted Cop
- 1957 : The Californians (en) (série TV) : Jeremy Pitt (1958-1959)
- 1959 : En lettres de feu (Career) : Mounted Policeman
- 1959 : Détective international ("International Detective") (série TV) : Ken Franklin
- 1977 : MacArthur, le général rebelle (MacArthur) : The Secretary
- 1982 : Y a-t-il enfin un pilote dans l'avion ? (Airplane II: The Sequel) : Jeopardy Host